# 披甲战士

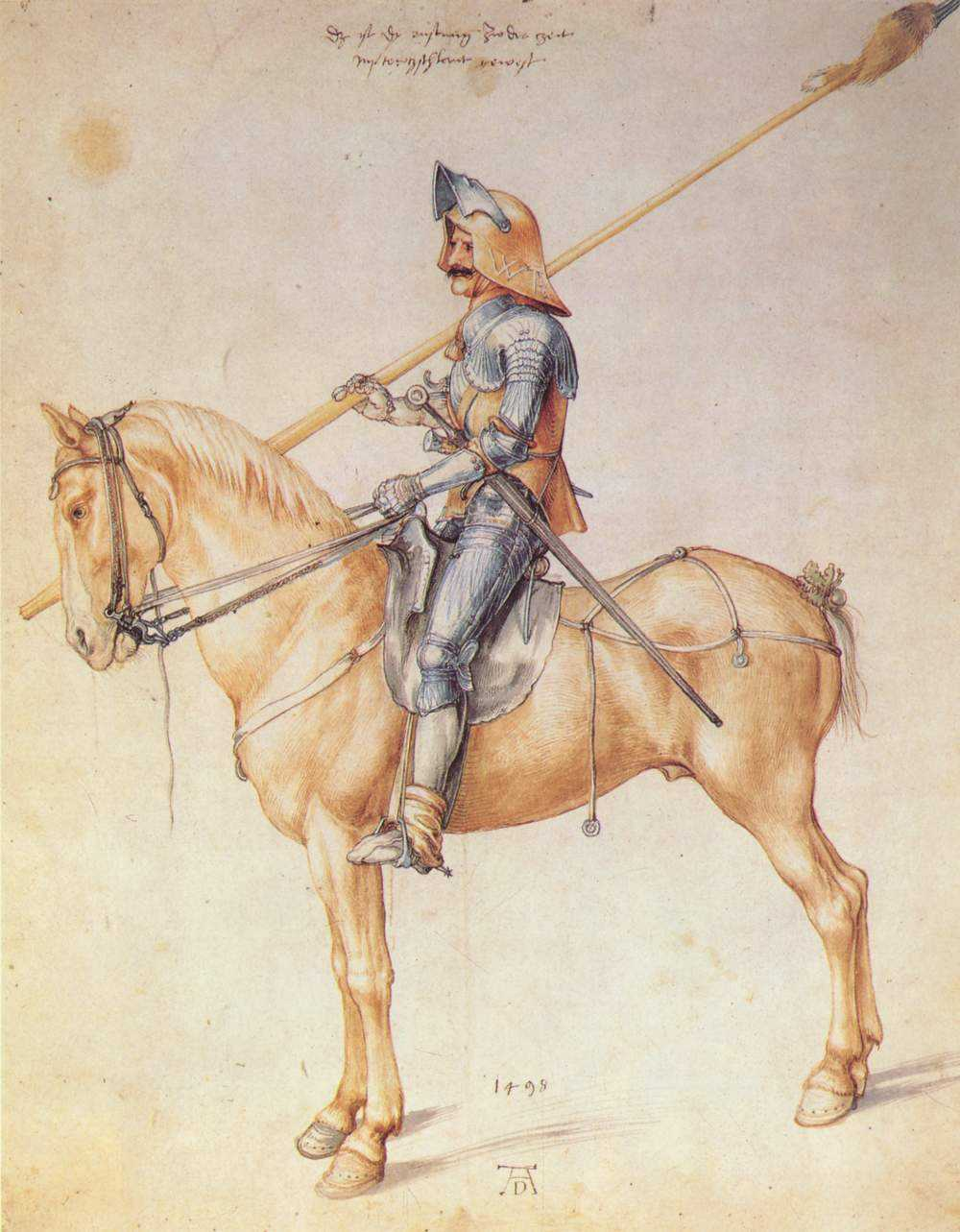
手持短式长枪的日耳曼披甲战士，阿尔布雷希特·丢勒繪於1498年

披甲战士(Man-at-arms，armsman 或 coistrel），用来指中世纪中期到文艺复兴时期的一名精通武艺，披全套盔甲乘马战斗的战士。他可能是骑士或贵族，也可能指他们的随从，或是他们指挥官指挥下的同行佣兵。这些人从军的目的是为了赚钱或是出于封建义务。骑士和披甲战士这两个词常能互换，只是所有为战争备好甲的骑士都是披甲战士，而未必所有披甲战士都是骑士。